# Jacques Revaux
Jacques Revaux (* 11. Juli 1940 in Azay-sur-Cher, Département Indre-et-Loire; bürgerlich Jacques Abel Jules Revaud) ist ein französischer Komponist.

## Leben
1967 schrieb Jacques Revaux gemeinsam mit Claude François das Lied Comme d’habitude, das der Sänger Paul Anka ins Englische übersetzte und das etwa ab 1968 unter dem Titel „My Way“, insbesondere in der Interpretation von Frank Sinatra, weltberühmt wurde.
Seine Karriere als Sänger begann Jacques Revaux Ende der 1950er Jahre. Er nahm unter anderem 1958 am „Coq d'or“ des französischen Chansons teil. Anfang der 1960er Jahre nahm er seine ersten Schallplatten auf. Bekannt wurde er als Sänger vor allem in Filmen von Jacques Demy, wo er Jacques Perrin in Die Mädchen von Rochefort und Eselshaut seine Gesangsstimme lieh. In Demys Ein Zimmer in der Stadt ist Jacques Revaux die Gesangsstimme von Richard Berry.
Von 1966 bis 1997 arbeitete Revaux eng mit dem Sänger Michel Sardou zusammen. Gemeinsam komponierten und arrangierten sie beispielsweise Sardous bekannteste Lieder „La maladie d'amour“ (1973) und „Les lacs du Connemara“ (1981). Gelegentlich war Revaux auch als Komponist für Kinofilme und Fernsehserien tätig.

## Filmmusik (Auswahl)
- 1966–1970: Allô Police (Fernsehserie, 35 Folgen)
- 1983: Wenn sie ja sagt, sag ich nicht nein (Si elle dit oui … je ne dis pas non!)
- 1984: Der Linkshänder (L’arbalète)